# Kenichi Mikawa
Kenichi Mikawa (美川憲一, Mikawa Ken'ichi, nacido el 15 de mayo de 1946) es un cantante y personalidad de televisión japonés.

## Vida y carrera
Mikawa nació en Suwa, Nagano como Yoshikazu Momose (百瀬 由一, Momose Yoshikazu). Grabó varias canciones exitosas como cantante masculino de enka en las décadas de 1960 y 1970. Las más conocidas de sus canciones incluyen Sasoriza no Onna y Yanagase Blues. Su carrera entró en declive a mediados de la década de 1970, pero revivió unos 10 años más tarde cuando adoptó su estilo actual. Hace apariciones frecuentes en programas de entrevistas y variedades de televisión, y también es conocido como un artista habitual en Kōhaku Uta Gassen, el popular programa de música de Nochevieja. Uno de los aspectos más destacados de ese programa es su concurso anual con la cantante de enka Sachiko Kobayashi para el disfraz más elaborado.
Mikawa es abiertamente gay.

## Discografía
- Dakedo Dakedo Dakedo (だけどだけどだけど) (1965)
- Yanagase Blues (柳ヶ瀬ブルース) (1966)
- Niigata Blues (新潟ブルース) (1967)
- Kushiro no Yoru (釧路の夜) (1968)
- Onna To Bara (女とバラ) (1969)
- Miren Machi (みれん町) (1970)
- Omoide Onna (想い出おんな) (1971)
- Uragiri No Machi (うらぎりの町) (1972)
- Ginza Onna Ame (銀座・おんな・雨) (1972)
- Sasoriza No Onna (さそり座の女) (1972)
- Hashyagisugitanone (はしゃぎすぎたのね) (1974)
- Ai wa Jerashii (愛は嫉妬(ジェラシー)) (2009)